# Léonce Vaÿsse

Léonce Vaÿsse: Ferme en Corrèze; Öl auf Holz (40×61 cm), Privatsammlung

Léonce Vaÿsse, auch Marie Léonce Vaÿsse oder Léonce Vaijsse (* 8. Januar 1844 in Maligny; † 19. Januar 1917 in Paris) war ein französischer Maler.

## Leben
Léonce Vaÿsse wurde 1844 in dem kleinen Dorf Maligny in der Nähe von Auxerre im Département Yonne als Sohn eines Arztes geboren. Bedingt durch den frühen Tod seines Vaters ergriff er den Beruf des Kaufmanns, um seine Familie finanziell zu unterstützen. Seiner Leidenschaft für die Malerei konnte er nur in seiner Freizeit nachgehen. Er war zunächst Schüler des Landschaftsmalers Louis-Hector Pron und später des Genremalers, Portraitisten und Landschaftsmalers Pierre Alexandre Jeanniot, dessen Tochter Marguerite Valentine er 1877 heiratete.
1866 war er erstmals mit einem seiner Gemälde (Marais de Villechétif) bei einer Ausstellung in Auxerre präsent. 1881 war er sogar mit einem Gemälde im Salon des Artistes Français vertreten. Dieses erste Gemälde Une Route en Champagne befindet sich heute in der Sammlung des Musée Paul Dubois-Alfred Boucher in Nogent-sur-Seine.
Ab diesem Zeitpunkt trat er bei verschiedenen Ausstellungen in unregelmäßigen Abständen durch Gemälde wie Matinée d'Avril (1883), Matinée d'Aout (1884), Matinée de Juin (1886), Paysage d'Octobre (1887) und Coin de Tannerie (1889) in Erscheinung.
Als es 1890 innerhalb der Société des Artistes Français zu einem Streit über die Förderung junger, unbekannter Künstler kam, schloss sich Vaÿsse der Gruppe namhafter Künstler wie Ernest Meissonier, Puvis de Chavannes und Auguste Rodin an, welche die SAF verließen und eine eigene Künstlervereinigung gründeten.
Die Société nationale des beaux-arts, wie sich die Vereinigung nannte und in der Vaÿsse ab 1892 eingetragenes Mitglied war, veranstaltete ab 1891 ebenfalls eine jährlich stattfindende Ausstellung, den Salon de la Société Nationale des Beaux–Arts, in welchem Vaÿsse wieder durch mehrere Werke präsent war:
Les Ruines du Chateau de Chinon (1891), Un Coteau à Chinon und Nuit de Juin (1892), Clair de lune (1893), Paysage de Décembre (1894), Paysage de Champagne, Avant l'orage, Nuit tombante, Paysage de Novembre und Nuit d'Été (1895), Heure indécise, Paysage de Champagne, Nuit de Juin, Paysage de Novembre und Sous bois (1896), Le Clos Gaston Doré, La Lisière du parc de Blives, La Chaumière champenoise und Nuit d'Octobre (1897), Paysage d'Avril, Ruine du château des évéques à Chavigny, Souvenir d'etretat und Chemin de traverse (1898).
Neben den oben genannten Ausstellungen war Vaÿsse unter anderem bei den Weltausstellungen in Paris, Antwerpen und Brüssel, sowie mehreren Jahresausstellungen der Künstler des Franche-Comté und der Société Artistique de l'Aube vertreten.
Weitere wichtige Werke von Vaÿsse, welche jedoch nie in Paris ausgestellt wurden, sind:
L'Allée des Veuves (im Musée du Mans), Prairie à Vesoul, Les Bords de la Colombine, Les Bords du Durgeon, Effet de Neige, L'Averse, une Saulaie, Navettes en Fleurs, une Route, Souvenir de Chinon und Mulins d'Enfer.
In der Komposition seiner Bilder erkennt man in Vaÿsse einen Vertreter des französischen Impressionismus.
Die Lichteffekte in seinen Gemälden, hervorgerufen durch unterschiedlich bewölkte Himmel, Schattenumrisse von Gebäuden, Bäumen und Heuhaufen, sowie die Darstellung der Sonneneinstrahlung zu unterschiedlichen Tages- und Jahreszeiten erinnern stellenweise an Alfred Sisley oder den nur vier Jahre älteren Claude Monet.
Da sich einige Gemälde von Léonce Vaÿsse in Privatsammlungen befinden und bislang kein Verzeichnis seiner Werke zusammengestellt wurde, kann man aufgrund der vorliegenden Quellen davon ausgehen, dass Vaÿsse bis zu seinem Tod im Jahre 1917 etwa 100 bis 130 Gemälde erstellte.

## Werke (Auswahl)
- Un Route en Champagne (Musée Paul Dubois-Alfred Boucher, Nogent-sur-Seine), circa 1880
- Paysage de Champagne (Musée de Langres), 1899, 81 cm × 100 cm, Öl auf Leinwand
- Matinée de Décembre à Savières (Musée de Troyes), 1906, 65 cm × 81,5 cm, Öl auf Leinwand
- La nuit à l'île de Batz (Musee de Troyes), 1907, 65 cm × 80 cm, Öl auf Leinwand
- Ferme en Corrèze (Privatsammlung), circa 1880/1890, 40 cm × 61 cm, Öl auf Holz